# Wargames (film)
Pour les articles homonymes, voir Jeux de guerre et Wargame.
Série
Wargames: The Dead Code
(2008)
Pour plus de détails, voir Fiche technique et Distribution.
Wargames ou Jeux de guerre au Québec est un film américain de John Badham, sorti en 1983.
Avec pour acteurs principaux Matthew Broderick, Dabney Coleman, John Wood et Ally Sheedy, le film suit les aventures de David Lightman (Matthew Broderick), un jeune pirate informatique qui accède involontairement à WOPR, un supercalculateur militaire des forces armées américaines, programmé pour prédire les résultats possibles d'une guerre nucléaire. Lightman obtient de WOPR de lancer une simulation de guerre nucléaire, croyant initialement qu'il ne s'agit que d'un jeu informatique. La simulation cause une panique au niveau national et est près de déclencher la Troisième Guerre mondiale.
Le film a été un succès au box-office ; pour un coût de production de 12 millions de dollars, il rapporta une recette brute de 79 567 667 dollars au bout de cinq mois d'exploitation aux États-Unis et au Canada. Le film a été nommé pour trois Oscars. Il sera adapté en livre la même année par David Bischoff.
Le film a pour suite Wargames: The Dead Code.

## Synopsis

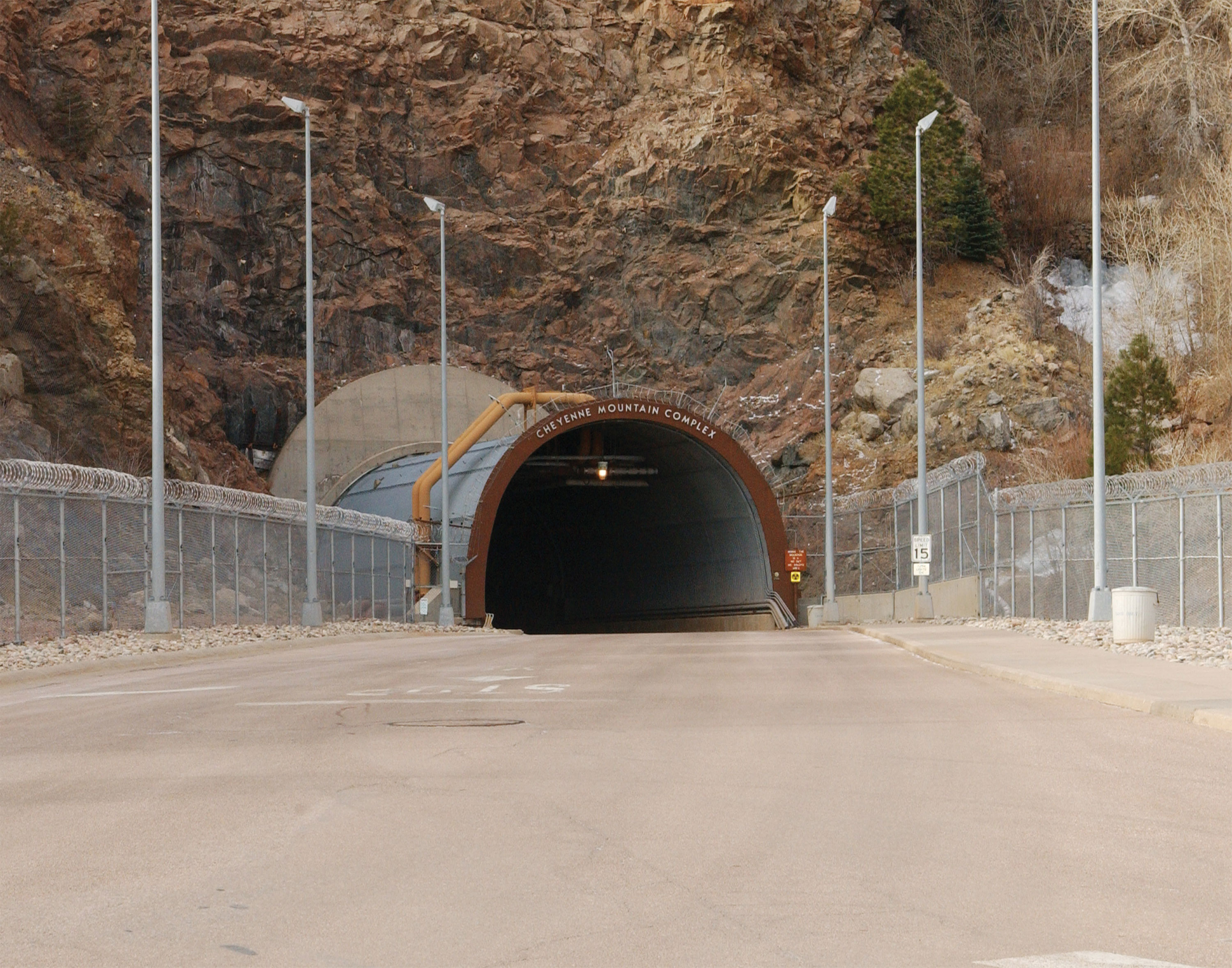
Entrée nord du centre de contrôle du NORAD à Cheyenne Mountain, une des images emblématiques de cette installation qui apparaît dans le film.

Au début des années 1980, alors que la guerre froide entre les deux « blocs » bat son plein, David Lightman, un jeune lycéen américain, mène également des activités de pirate informatique pendant son temps libre, notamment pour corriger ses mauvaise notes sur l’ordinateur de son lycée ou bien pour s’introduire dans des systèmes informatiques d’entreprises.
Un jour, Lightman accède à distance (et sans le savoir) au serveur informatique du NORAD (qui fait partie du réseau de Défense américain) alors qu'il croyait avoir piraté le serveur de Protovision, une compagnie de jeux vidéo. Pour ce faire, Lightman a usurpé l'identité de Stephen Falken, un chercheur américain en informatique qui travaillait pour le NORAD et dont il a deviné le login et le mot de passe pour entrer dans le système.
Entrant en communication avec le supercalculateur du NORAD appelé WOPR (« War Operation Plan Response »), un ordinateur programmé pour prédire les résultats possibles d'une guerre nucléaire, Lightman, croyant jouer à un jeu vidéo, fait lancer par le supercalculateur une simulation de guerre nucléaire avec le programme intitulé « Guerre thermonucléaire totale ».
La partie, gérée par l'ordinateur, manque cependant de déclencher une guerre nucléaire réelle au niveau mondial quand les militaires américains deviennent convaincus d'une attaque surprise de missiles balistiques de la part des Russes, WOPR ne faisant pas la distinction entre un jeu vidéo et la situation en cours dans le monde réel. Le niveau de sécurité de l'armée américaine passe alors à DEFCON 1, prélude à la Troisième Guerre mondiale.
Repéré par le gouvernement américain puis arrêté, Lightman réussit à s'échapper. Avec l'aide de son amie Jennifer, il cherche ensuite à retrouver le créateur de WOPR, Stephen Falken, afin que celui-ci l'aide à arrêter la machine folle, le supercalculateur poursuivant en effet son compte à rebours infernal avant de lancer ses missiles balistiques sur ses cibles du bloc de l'Est.

## Fiche technique
Sauf indication contraire, les informations mentionnées dans cette section peuvent être confirmées par la base de données cinématographiques IMDb,  présente dans la section « Liens externes ».
- Titre : Wargames (WarGames selon la graphie de l'affiche)
- Titre québécois : Jeux de guerre
- Réalisation : John Badham
- Scénario : Lawrence Lasker et Walter F. Parkes
- Musique : Arthur B. Rubinstein
- Direction artistique : James J. Murakami
- Décors : Angelo P. Graham et Jerry Wunderlich
- Costumes : Barry Francis Delaney (costumes hommes) et Linda Matthews (costumes femmes)
- Photographie : William A. Fraker
- Son : Willie D. Burton
- Montage : Tom Rolf
- Production : Harold Schneider
  - Producteur délégué : Leonard Goldberg
  - Producteur associé : Richard Hashimoto
- Sociétés de production : United Artists, Sherwood Productions
- Sociétés de distribution :  MGM/UA Entertainment Company /  Swashbuckler Films
- Budget : 12 000 000 $ (USD) (estimation)
- Pays d'origine :  États-Unis
- Langue originale : Anglais
- Format : couleur (Metrocolor) - 35 mm - 1,85:1 - son Dolby
- Genre : Thriller, science-fiction, action et drame
- Durée : 114 minutes
- Dates de sortie[1] :
  -  France : 19 mai 1983 (Festival de Cannes)
  -  États-Unis : 3 juin 1983
  -  France : 14 décembre 1983
  -  Belgique : 15 décembre 1983 (Gand)
  -  États-Unis : 24 juillet 2008 (réédition)
  -  France : 27 février 2019 (réédition)
- Classification : Tous publics en France
- Classification (MPAA) :  PG (Accord parental souhaitable)
- Affiche : Jouineau Bourduge (France)

## Distribution
- Matthew Broderick  (VF : Thierry Bourdon) : David Lightman
- Ally Sheedy  (VF : Amélie Morin) : Jennifer Katherine Mack
- Dabney Coleman  (VF : William Sabatier) : John McKittrick
- Barry Corbin  (VF : Jacques Deschamps) : le général Jack Beringer
- John Wood  (VF : Dominique Paturel) : Robert Hume, alias le docteur Stephen W. Falken / la voix de Joshua-WOPR
- Juanin Clay : Pat Healy
- Dennis Lipscomb  (VF : Claude Giraud) : Lyle Watson
- Kent Williams  (VF : Bernard Murat) : Arthur Cabot
- Irving Metzman (VF : Roger Lumont) : Paul Richter
- James Tolkan (VF : Jacques Thébault) : l'agent Nigan
- Michael Ensign : l'assistant de Beringer
- William Bogert (VF : Bernard Tiphaine) : M. Lightman
- Susan Davis (VF : Arlette Thomas) : Mme Lightman
- Maury Chaykin  (VF : Mario Santini) : Jim Sting
- Eddie Deezen  (VF : Henri Courseaux) : Malvin
- Jason Bernard  (VF : Med Hondo) : le capitaine Knewt
- John Spencer  (VF : Philippe Ogouz) : le capitaine Jerry Lawson
- John Garber  (VF : Patrick Poivey) : le caporal à l'infirmerie
- Billy Ray Sharkey  (VF : Roland Ménard) : l'analyste radar
- Michael Madsen  (VF : Jean-Pierre Moulin) : le 1er lieutenant Steve Phelps
- Alan Blumenfeld : M. Liggett
- Art LaFleur : le garde Gainsburg
- Stephen Lee : le sergent Schneider
- James Ackerman : Joshua, le jeune fils de Falken (photos d'archives)

## Production

### Préproduction

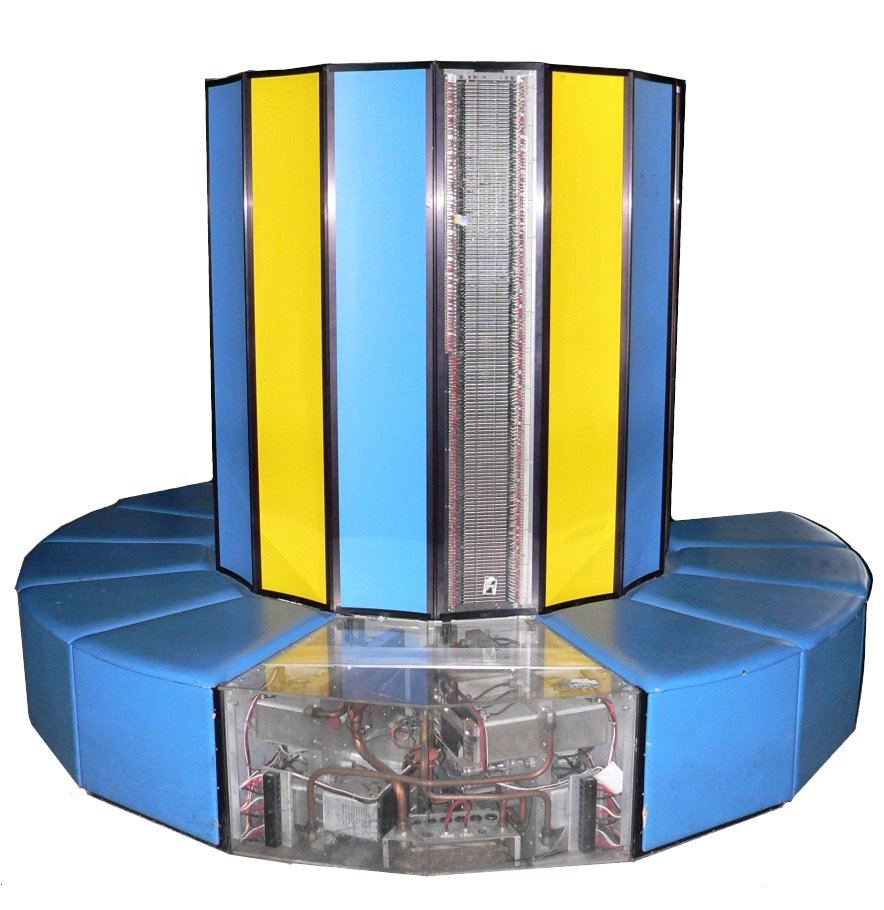
Un supercalculateur Cray X-MP, lancé en 1982, contemporain du film.

Pour le personnage du professeur Stephen Falken, les scénaristes se sont inspirés du professeur Stephen Hawking. Le chanteur John Lennon fut initialement envisagé pour interpréter ce rôle.
Le matériel informatique utilisé par Lightman dans sa chambre est réel, et correspond à celui utilisé à cette période : un micro-ordinateur IMSAI 8080 de la société Fischer-Freitas, un double lecteur de disque souple FDC2-2 et un moniteur vidéo Zenith Data Systems de 12 pouces. Son modem est un coupleur acoustique (en).
Dans le film, l'ordinateur central du NORAD (un supercalculateur) s'appelle « WOPR » ; d'après la rumeur, ce nom est inspiré du Whopper, un hamburger phare de la chaîne de restauration rapide américaine Burger King. Dans les années 1970, le véritable ordinateur central du NORAD s'appelait « BURGR » (burger).
D'après d'autres rumeurs, le personnage principal David Lightman aurait été inspiré par l'histoire du hacker américain Kevin Mitnick ; cependant, les scénaristes ont dit n'avoir jamais entendu parler de lui quand ils ont créé le film,.

### Tournage
Martin Brest fut le premier réalisateur du film, mais il dut être remplacé par John Badham, à la suite d'une dispute avec les producteurs sur le plateau de tournage. Certaines de ses scènes figurent toutefois dans le film.
L'équipe de production du film ne fut pas autorisée à pénétrer dans le vrai centre de commandement de Cheyenne Mountain et il fallut donc faire preuve d'imagination. Dans le commentaire audio sur le DVD, le réalisateur John Badham remarque que le vrai centre n'est pas aussi élaboré que dans le film.

### Post-production
Pour rendre la voix de WOPR aussi synthétique que possible, John Wood lut ses dialogues en tenant le script à l'envers.[réf. souhaitée]

## Accueil

### Critique
WarGames a reçu un accueil critique majoritairement favorable. Sur le site agrégateur de critiques Rotten Tomatoes, le film obtient un score de 93 % d'avis positifs, sur la base de 44 critiques collectées et une note moyenne de 7,63/10 ; le consensus du site indique : « En partie un techno-thriller délicieusement tendu, [et] en partie [un film] dramatique pour adolescents sans condescendance, WarGames est l'un des films sur la guerre froide les plus inventifs — et véritablement plein de suspense — des années [19]80 ». Sur Metacritic, il obtient une note moyenne pondérée de 77 sur 100, sur la base de 15 critiques collectées ; le consensus du site indique : « Avis généralement favorables ».

### Box-office
| Pays ou région            | Box-office        | Date d'arrêt du box-office | Nombre de semaines |
| ------------------------- | ----------------- | -------------------------- | ------------------ |
| États-Unis (1er week-end) | 6 227 804 $       | du 3 au 5 juin 1983        | -                  |
| États-Unis (total)        | 79 567 667 $      | 2 octobre 1983             | 18                 |
| France                    | 1 689 565 entrées | -                          | -                  |
| Total mondial             | 79 567 667 $      | -                          | -                  |

## Distinctions
Entre 1983 et 2008, WarGames est sélectionné dix-neuf fois dans diverses catégories et remporte quatre récompenses.

### Récompenses
- American Cinema Editors 1984[7] :
  - Best Edited Feature Film (Meilleur montage d'un film) pour Tom Rolf
- BAFTA Awards / Orange British Academy Film Awards 1984[8] :
  - BAFTA du meilleur son pour Willie D. Burton, William L. Manger et Michael J. Kohut.
- Saturn Awards - Academy of Science Fiction, Fantasy and Horror Films 1984[7] :
  - Saturn Award de la meilleure réalisation pour John Badham
- Satellite Awards[7] 2008 :
  - Meilleur DVD jeunesse - Edition 25e anniversaire

### Nominations
- Festival de Cannes 1983[8] :
  - nomination Longs métrages - Hors-compétition pour John Badham.
- BAFTA Awards / Orange British Academy Film Awards 1984[8] :
  - nomination des meilleurs décors pour Angelo P. Graham.
  - nomination des meilleurs effets visuels pour Joe Digaetano, Don Hansard, Colin Cantwell, William A. Fraker, Michael L. Fink et Jack Cooperman.
- Hugo Awards[7] :
  - nomination au Prix Hugo de la meilleure présentation dramatique pour John Badham, Lawrence Lasker et Walter F. Parkes.
- Oscars du cinéma 1984[9],[10] :
  - nomination à l'Oscar de la meilleure photographie pour William A. Fraker.
  - nomination à l'Oscar du meilleur son pour Michael J. Kohut, Carlos Delarios, Aaron Rochin et Willie D. Burton.
  - nomination à l'Oscar du meilleur scénario original pour Lawrence Lasker et Walter F. Parkes.
- Saturn Awards - Academy of Science Fiction, Fantasy and Horror Films 1984[7] :
  - nomination au Saturn Award du meilleur film de science-fiction.
  - nomination au Saturn Award du meilleur acteur pour Matthew Broderick.
  - nomination au Saturn Award de la meilleure actrice pour Ally Sheedy.
  - nomination au Saturn Award du meilleur acteur dans un second rôle pour John Wood.
  - nomination au Saturn Award du meilleur scénario pour Lawrence Lasker et Walter F. Parkes.
- Writers Guild of America Awards (WGA Awards)[7] 1984 :
  - nomination du meilleur scénario adapté pour Lawrence Lasker et Walter F. Parkes.
- Young Artist Awards[7] 1984 :
  - nomination du meilleur film familial.
  - nomination de la meilleure jeune actrice de cinéma dans un long métrage pour Ally Sheedy.

## Autour du film
- Ce film est le premier à faire référence à un pare-feu informatique (firewall)[11].
- Le fonctionnement du supercalculateur WOPR est basé sur un apprentissage par renforcement où, tel Joshua dans le film (le fils du professeur Falken), la machine cherche par optimisation mathématique à améliorer son comportement avec l'expérience, ce qui explique la répétition des scénarios de jeux de stratégie envisagés tout au long du film. En ce qui concerne les codes de lancement, il s'agit d'une recherche exhaustive, mais la progression par l'indication du nombre de caractères trouvés n'est pas justifiée.
- L'utilisateur Stephen Falken a longtemps été présent dans le système d'exploitation NetBSD, en hommage à WarGames[12], jusqu'en mars 2001[13].
- Le jeu Wargames est disponible dans le système d'exploitation OpenBSD en hommage au film[12].
- Matthew Broderick et John Wood apparaîtront encore ensemble au générique du film Ladyhawke (1985).
- À la suite de l'invasion de l'Ukraine par Vladimir Poutine depuis le 24 février 2022, cette thématique relevant plus à l'époque de la science-fiction apparaît maintenant de façon étrangement prémonitoire[14], l'informatique en étant seulement à ses balbutiements en 1983[15],[16],[17].

## Suite
Une suite du film, Wargames: The Dead Code (ou WarGames 2), sort directement en DVD le 29 juillet 2008.